# Sony Ericsson P800

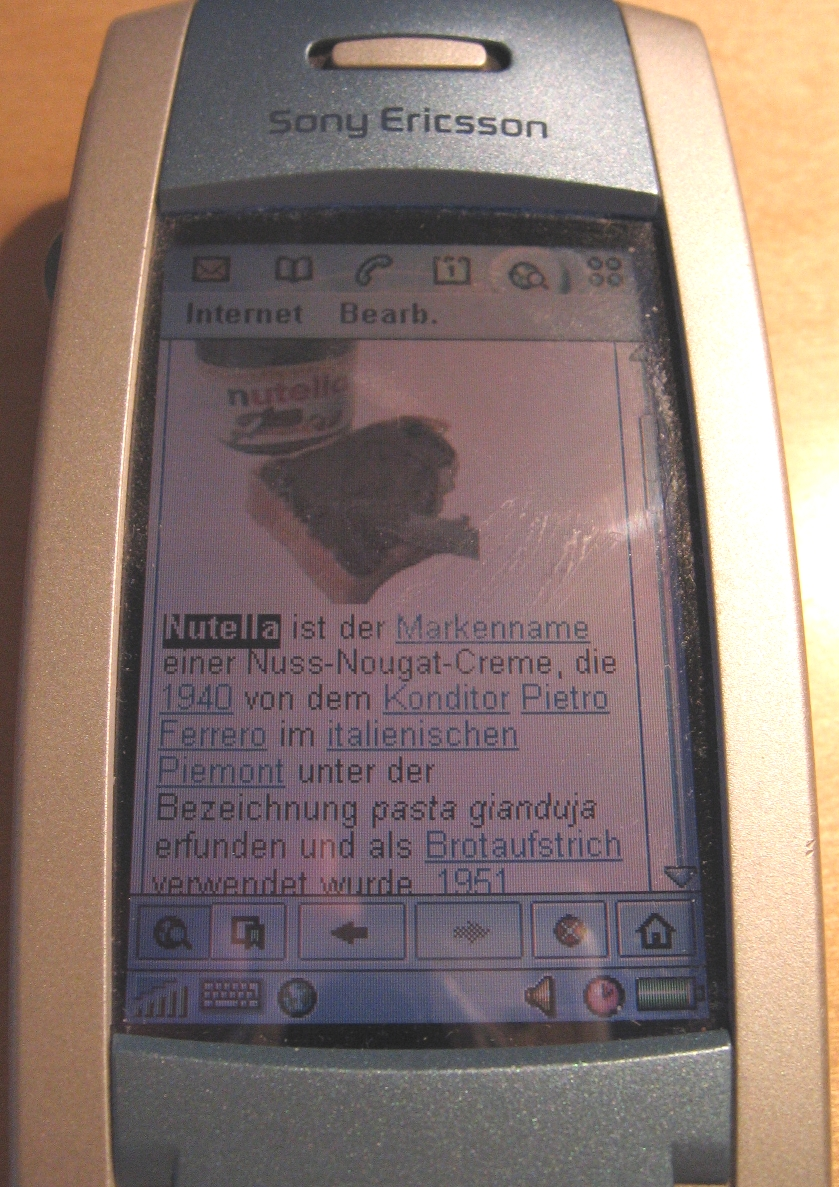
Sony Ericsson P800.

Sony Ericsson P800 är en smartphone telefon som introducerades 2002. Telefonen bygger på Symbian OS v7.0 och UIQ v2.0 som tillverkades av Sony Ericsson. P800 ersatte Ericsson R380 och började som en produkt från Ericsson Mobile Communications men slutfördes av Sony Ericsson efter att Sony och Ericsson slagit ihop sina mobiltelefon delar.
P800 använder sig av UIQs användargränssnitt med en pekskärm och en ARM9 processor på 156 MHz som även Sony Ericsson P900 och Sony Ericsson P910 använder sig av. Telefonen levererades med ett 16 MB Memory Stick Duo som kunde bytas ut till ett på upp till 128 MB. Skärmen klarar att visa 4096 färger (12 bitar). Under 2003 släpptes uppföljaren Sony Ericsson P900.